# 橘戸高志麻呂
橘戸 高志麻呂（たちばなべ の こしまろ、生没年不詳）は奈良時代後期の官人。氏は橘部、名は越麻呂とも記される。姓はなし。官位は外従五位下、備後介。

## 出自
橘戸氏は天平15年（743年）正月の八戸史族大国の優婆塞貢進文に、「河内国高安郡玉祖郷橘戸君麻呂戸口」とあり、本来この地域の氏であったと思われる。天平宝字6年（762年）5月16日の僧光覚願経の知識として、君麻呂のほか、若島古・乙人古・鳥守の名が見える。承和7年（840年）11月、橘朝臣と区別するため、天皇の勅により椿戸と改姓している。

## 経歴
称徳朝の天平神護2年（766年）2月、銭100万を献上し、外従八位下から外従五位下を授けられる。
さらに神護景雲2年（768年)2月、飛騨高市麻呂とともに造西大寺大判官に任命されている。
それからしばらく記録には現れず、昇叙も行われていないが、光仁朝の宝亀8年（777年）正月、県犬養真伯の後任の備後介に任命されている。その後の動静は不明である。

## 官歴
- 時期不詳：外従八位下
- 天平神護2年（766年）2月4日：外従五位下
- 神護景雲2年（768年)2月18日：造西大寺大判官
- 宝亀8年（777年）正月25日：備後介